# Abdij Notre-Dame d'Orval
De Abdij Notre-Dame d'Orval is een cisterciënzerabdij in het Belgische dorp Villers-devant-Orval, een deelgemeente van Florenville in de provincie Luxemburg. De abdij werd in 1132 gevestigd in de Gaumestreek. Het klooster is bekend om zijn geschiedenis en geestelijk leven, maar ook om zijn trappistenbier (zie Orval bier) en typische abdijkaas.

## Geschiedenis van Orval

### Het oude Orval
In 1070 vestigden zich Italiaanse monniken in het graafschap Chiny in België. De bouw van een kerk en een klein dorpje was kort daarvoor begonnen. Tien jaar later hervormden de oorspronkelijke monniken hun gemeenschap naar de regel van de kartuizers.
In 1132 kwamen de kartuizers om verschillende redenen in problemen. Graaf Albert van Chiny vroeg aan Bernardus van Clairvaux de stichting over te nemen. Deze stuurde zeven monniken, afkomstig van de abdij van Trois-Fontaines. De reeds aanwezige kanunniken voegden de nieuwkomers in de orde van de cisterciënzers in.
Rond 1252 werd het klooster vernield door een brand. De heropbouw nam ongeveer 100 jaar in beslag.
Tijdens de 15e en de 16e eeuw vonden verscheidene oorlogen plaats tussen Frankrijk en naburige regio's, Bourgondië en Spanje, wat voor Orval gevolgen had. In 1637 werd de abdij verwoest, maar ook weer opgebouwd. Vanaf 1759 werd begonnen met de volledige vernieuwing van de abdij onder abt dom Menne Effleur. Architect Laurent-Benoît Dewez tekende de grootse plannen, waarvan slechts een deel werd gerealiseerd.
In 1793 werd de abdij definitief verwoest door de Franse revolutionaire troepen. De site werd verkocht als nationaal goed en diende een eeuw lang als steengroeve.

## Galerij

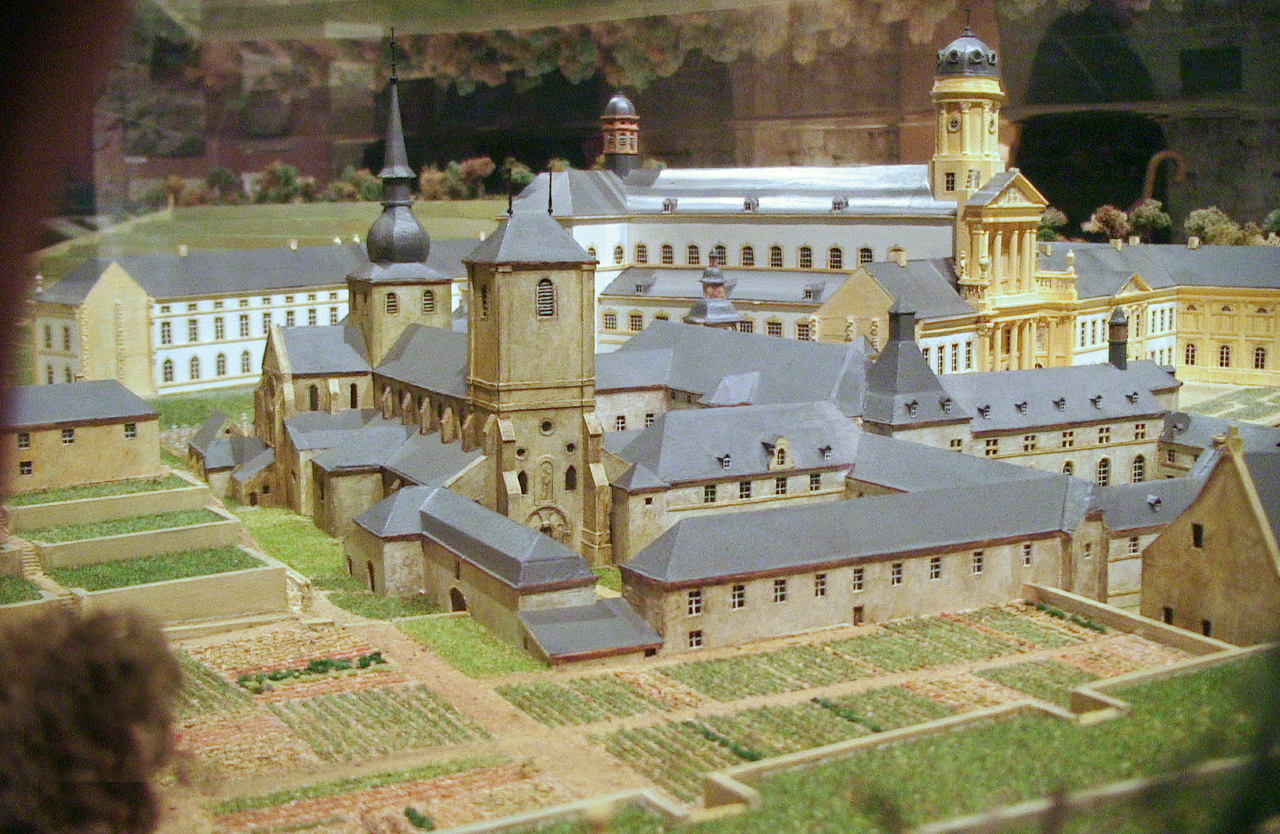
Maquette van de oude abdij
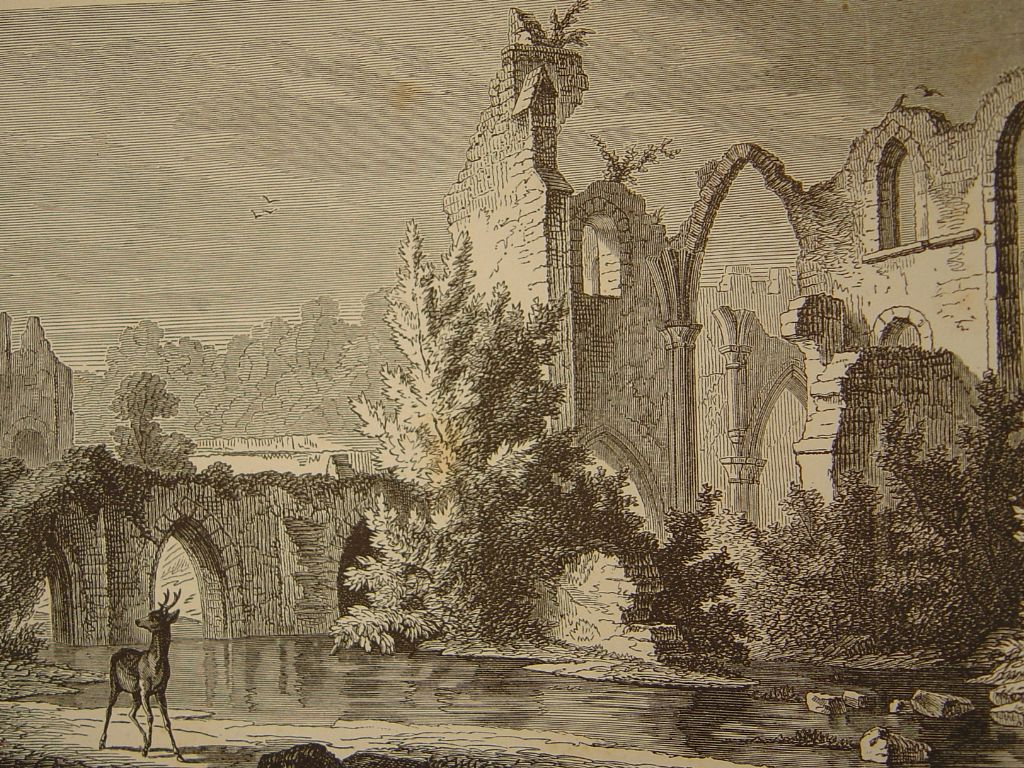
Ruïnes afgebeeld in L'Illustration Européenne (1870)
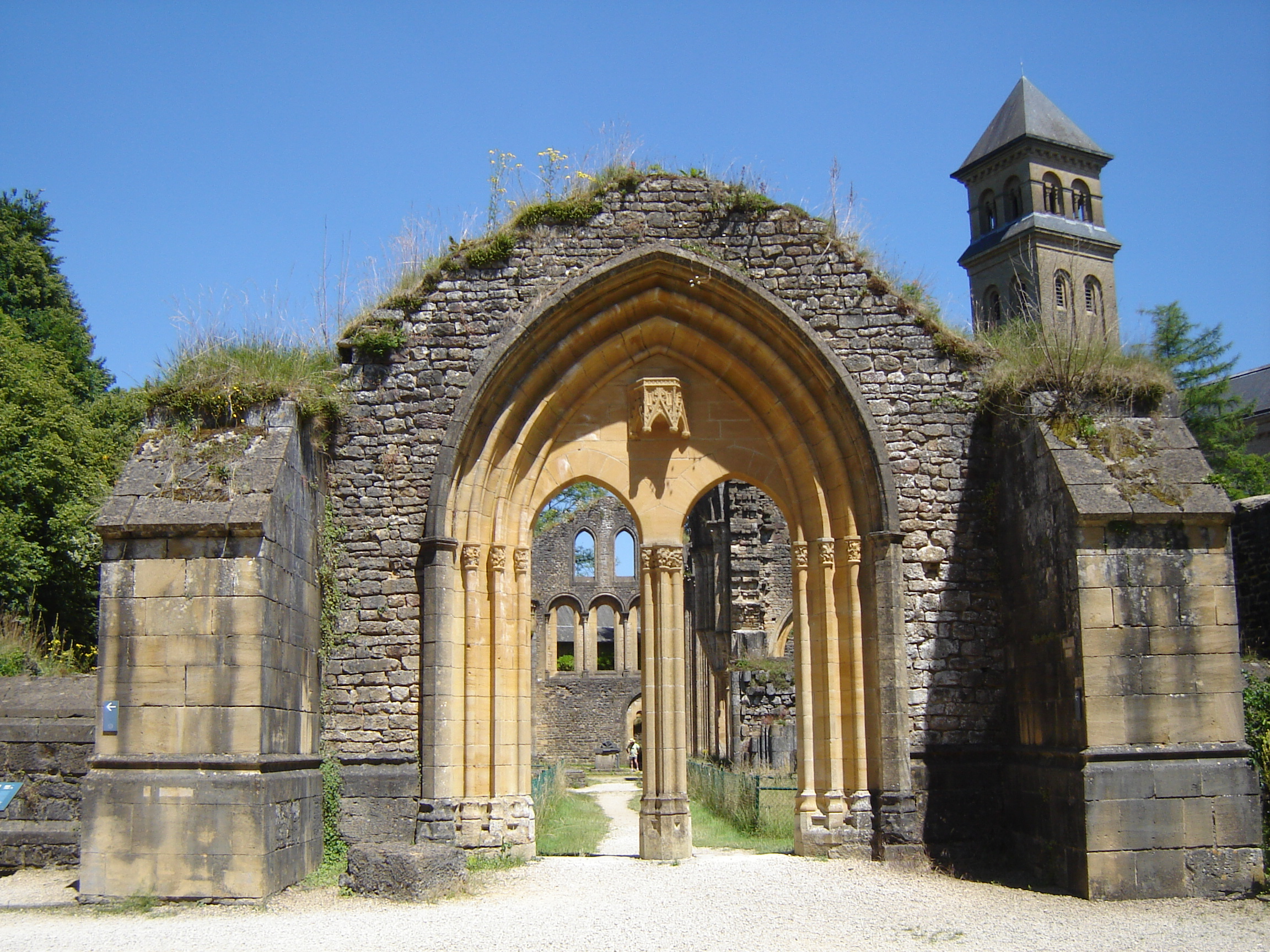
Ruïnes van de oude abdij
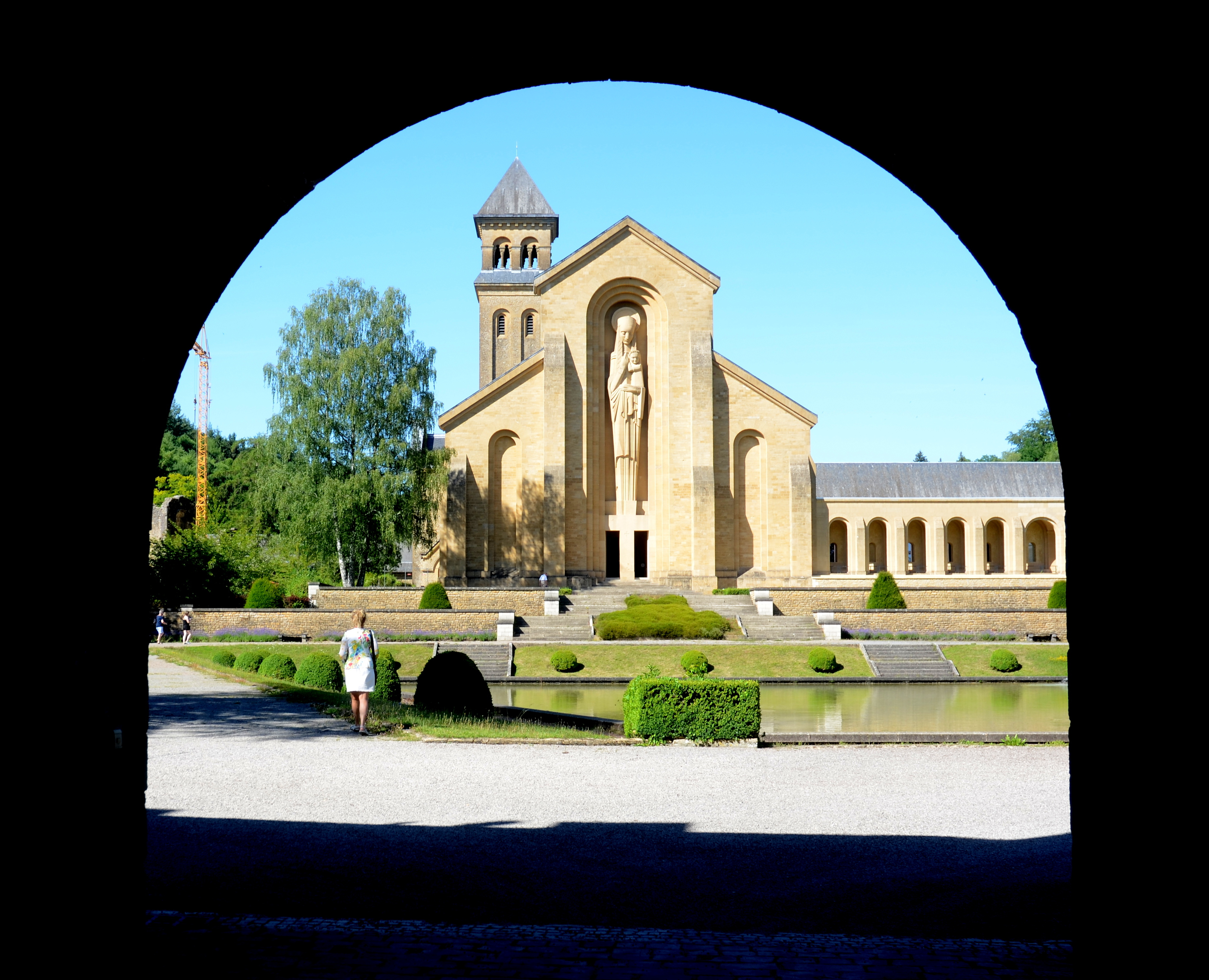
Kerkgebouw

### De moderne abdij
In 1926 schonken de toenmalige eigenaars de site aan de nieuwe vzw l'abbaye de Notre Dame d'Orval, met de bedoeling er een nieuw trappistenklooster op te richten als dochterafdeling van La Grande Trappe. De eerste monniken waren echter niet afkomstig van La Grande Trappe, maar van de Abdij van Sept-Fons. Zij keerden terug naar Europa na een mislukte poging tot kloosterstichting in Brazilië.
Gedurende 22 jaar, van 1926 tot 1948, werd een geheel nieuwe abdij opgebouwd naar ontwerp van architect Henri Vaes. Dit was vooral het werk van de Gentenaar dom Albert-Marie Van der Cruyssen, die in 1936 de eerste abt werd.
Op 20 augustus 1929 werd de eerste steen gelegd in aanwezigheid van prins Leopold en kardinaal Van Roey. In 1948 was de nieuwe abdij afgewerkt. Op 5 juni 1939 wordt de abdijkerk gewijd en verheven tot Basilica minor door paus Pius XII. Op 8 september 1948 wordt de abdijkerk en het afgewerkte klooster plechtig geconsecreerd door kardinaal Micara, die van 1923 tot 1946 apostolisch nuntius van België was, en vervolgens prefect van de Congregatie voor de Riten was geworden.
Om de grote bouwwerken, die toen al meerdere tientallen miljoenen Belgische frank bedroegen, te kunnen bekostigen werden verschillende inzamelingsactiviteiten opgezet. Er werden bijvoorbeeld speciale postzegels met toeslag door de Belgische overheid uitgegeven. De kaasmakerij (1931) en de brouwerij (1932) werden opgericht om de nodige financiële middelen te genereren, en vanaf het begin werden leken ingezet. Na het einde van de bouwwerken werden deze inkomsten gebruikt voor sociale en liefdadige doeleinden.

## Legende

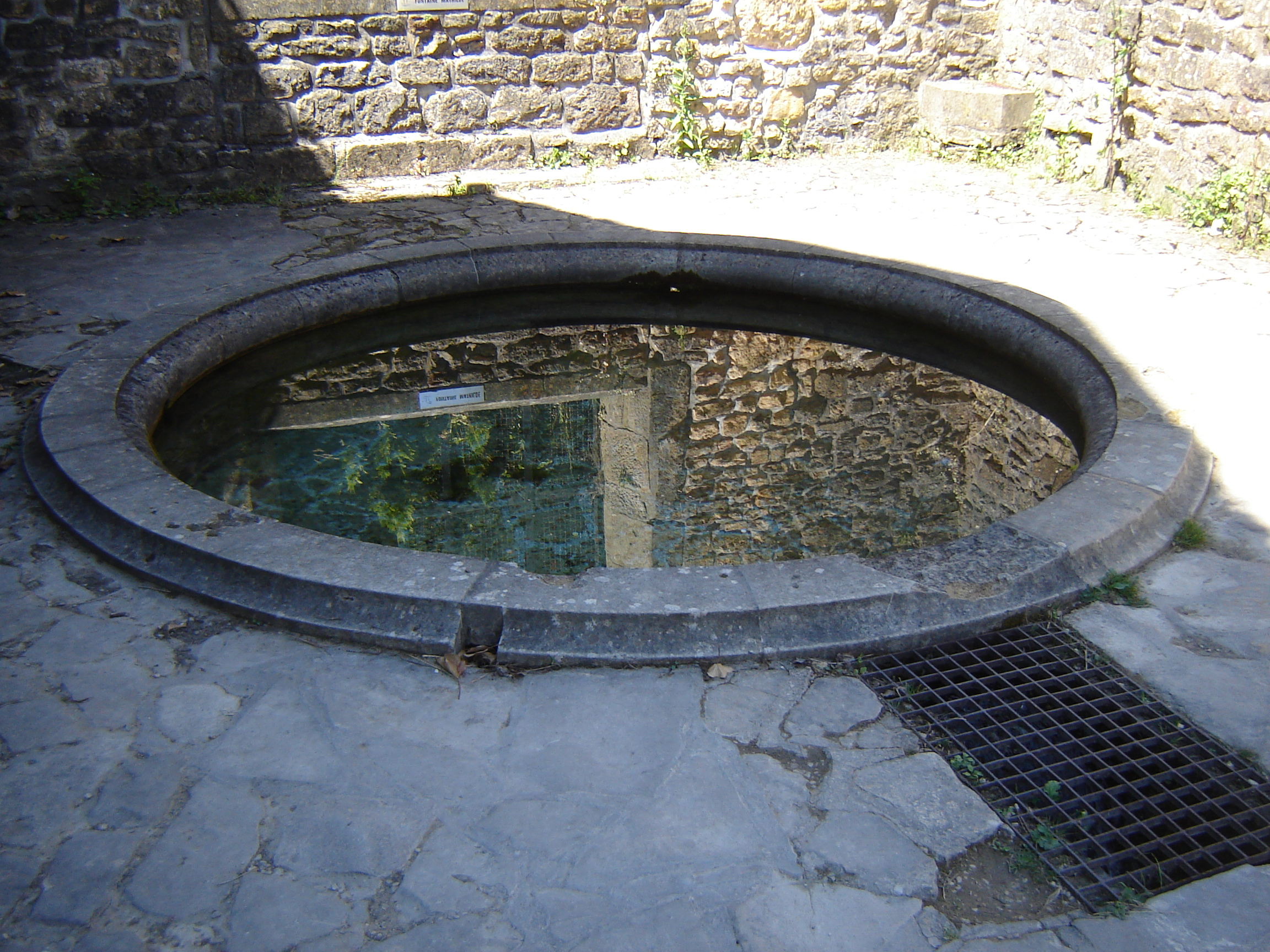
De "Fontaine Mathilde"

Aan de abdij van Orval is de legende verbonden van gravin Mathilde van Toscane. Zij zou omstreeks 1076 gerust hebben bij de bron in het dal. Terwijl zij met haar handen door het water gleed, verloor ze haar trouwring. De ring was een aandenken aan haar overleden echtgenoot, Godfried met de Bult, en ze smeekte en bad tot God om hulp. Na haar gebeden keerde ze terug naar de bron. Een forel kwam boven met de trouwring in de bek. Daarop riep zij uit: "Dit is werkelijk een gouden dal!" (Latijn: aurea vallis, vandaar Orval). 
Uit dankbaarheid besloot ze op deze gezegende plaats een klooster te stichten. De bron heet tegenwoordig de Mathildebron. De plaatselijke traditie wil dat elk meisje dat een geldstuk in de bron werpt, binnen het jaar zal trouwen.
De forel met de ring in de bek staat afgebeeld op het etiket van de flesjes, de glazen en reclamepanelen van het Orval-bier.

## Abdij

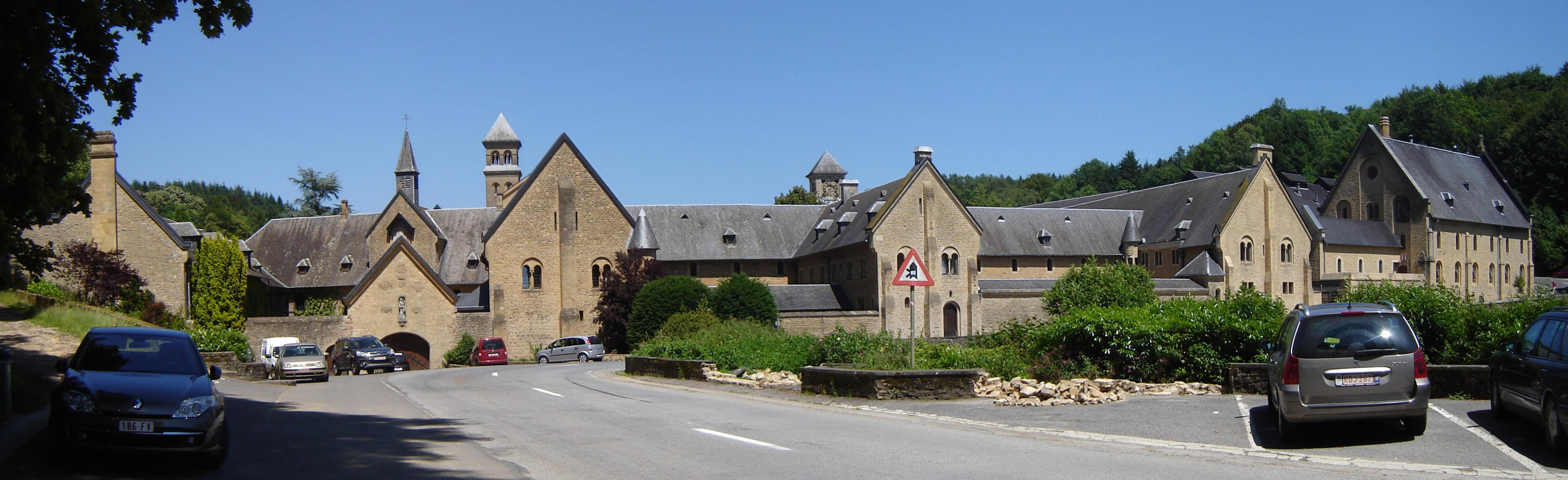
Abdij van Orval

De abdij bestaat uit vier gedeelten: het eigenlijke klooster, dat grenst aan de centraal gelegen basiliek en dat alleen voor monniken toegankelijk is; de brouwerij die grotendeels draait met extern personeel; de binnenplaats met het gastenverblijf, en het gedeelte dat toegankelijk is voor toeristen met de ruïnes van de oude kerk, de fontein, de kruidentuin, de filmzaal en de abdijwinkel. Achter de abdijgebouwen liggen grote vijvers, landbouw- en tuingronden en een bos.
Vanwege zijn uitzonderlijke schoonheid en bijzondere architectuur wordt het klooster van Orval ook wel het 'Versailles onder de kloosters' genoemd.

## Religieuze kunst
Bij de heroprichting van de abdij  distantieerde  Abt Van der Cruyssen zich van de regels van Sint-Bernardus, die soberheid en eenvoud predikte. Zijn visie  was gericht op een “nationaal monument” waarbij hij aan de ontwerpers vroeg om op organische wijze in de nieuwe abdij  verschillende kunstwerken te integreren. Deze werken mochten niet in de toen heersende  "neo-stijlen" ontworpen worden, maar resoluut in eigentijdse art-decostijl. De kunstwerken moesten een kwaliteitsvolle soberheid uitstralen.
De kunstenaars en ambachtslieden zijn bijna allemaal Vlamingen, net als de abt en de architect. In de kerk creëerde de schilder Albert Servaes de kruiswegstaties in fresco op  steen; Joep Nicolas maakt het grote glas-in-loodraam van de Maagd aan het bed en de opalijnen (fijne porseleinen mozaïeken) van de twee zijkapellen en de koninklijke kapel: dit vormt met zijn bronzen en geslepen kristallen portaal, zijn polychrome vloer een uitzonderlijk art-deco-ensemble waarvan Van Hamme in brons en messing de roosters, de stoelen en de staande lampen maakte. Hij creëerde ook de lessenaar en de stoelen van de cantors. 
Lode Vleeshouwers beeldhouwde de monumentale maagd aan de voorgevel, terwijl Fernand Debonnaires het hoogaltaar beeldhouwde. Het processiekruis en het koperen beeld van de Maagd Stella Maris (Sterre der Zee) bij de ingang van het kapittel zijn het werk van de goudsmeden  Atelier frères  Jacques. Camille Colruyt, goudsmid en beeldhouwer, ontwierp en vervaardigde de grote paaskandelaar (3,5 m hoog) in gepatineerd koper, met scènes uit het leven van Christus, evenals reliekhouders, ivoren abdijkruisen, kelken, bustes, enz. Geo Verbanck beeldhouwde op sobere wijze een kruisbeeld in lindenhout voor de kapittelzaal en de levensgrote  groep De stichters van de orde van Cîteaux geplaatst in de hoofdkloostergang.
Na de oorlog beeldhouwde Oscar Jespers de grote beelden van de stichters van Cîteaux (met Sint-Bernardus) aan de grote portiek van het abtshuis en de grote Christus aan het kruis die erop uitkijkt. Camille Barthélemy schilderde de gekruisigde Christus op de achtermuur van de grote refter met marmeren tafels (die nooit werd gebruikt), waarvan de gevel die uitkijkt op de kloostergang is versierd met een grote mozaïek van de Maagd van Julien Van Vlasselaer. Van Vlasselaer ontwierp ook de gebrandschilderde ramen van de kapittelzaal. Schetsen van fresco's die de Verrijzenis oproepen, nu uitgewist, sierden de muren van het kerkhof. Fernand Débonnaires sculpteerde een alweer monumentale Maagd sedes sapientiae , die troont in de grote hal van het abdijkwartier. Dit kwartier is versierd door Jan Huet met zeer moderne gebrandschilderde ramen van kristal Val-Saint-Lambert  ingebed in beton die de deugden uitbeelden. Anto Carte schilderde een “Pieta d'Orval” voor de woonkamer van de abt en de Gentse kring Dieu et patrie, opgericht voor de oorlog van 14-18 door Charles van der Cruyssen, schonk haar stichter, nu abt, een kleine maar luxueuze privékapel met marmer, ivoor, mozaïeken, wandtapijten.

## Abdijkaas
De Orval-kaas wordt reeds vanaf 1928 gemaakt op basis van een recept van de Port-du-Salut van de trappistenmonniken van de abdij Notre-Dame du Port-du-Salut. De kaas is halfzacht en niet gekookt en heeft een natuurlijke gewassen korst. De romigheid is prominent aanwezig. De kaasmakerij bevindt zich in het voormalige hoevegebouw, opgetrokken met de schuur van de abdij Ter Doest als voorbeeld. Men maakt telkens 320 blokken van ongeveer twee kilo van verse volle gepasteuriseerde koemelk uit de Gaume.

## Gasten

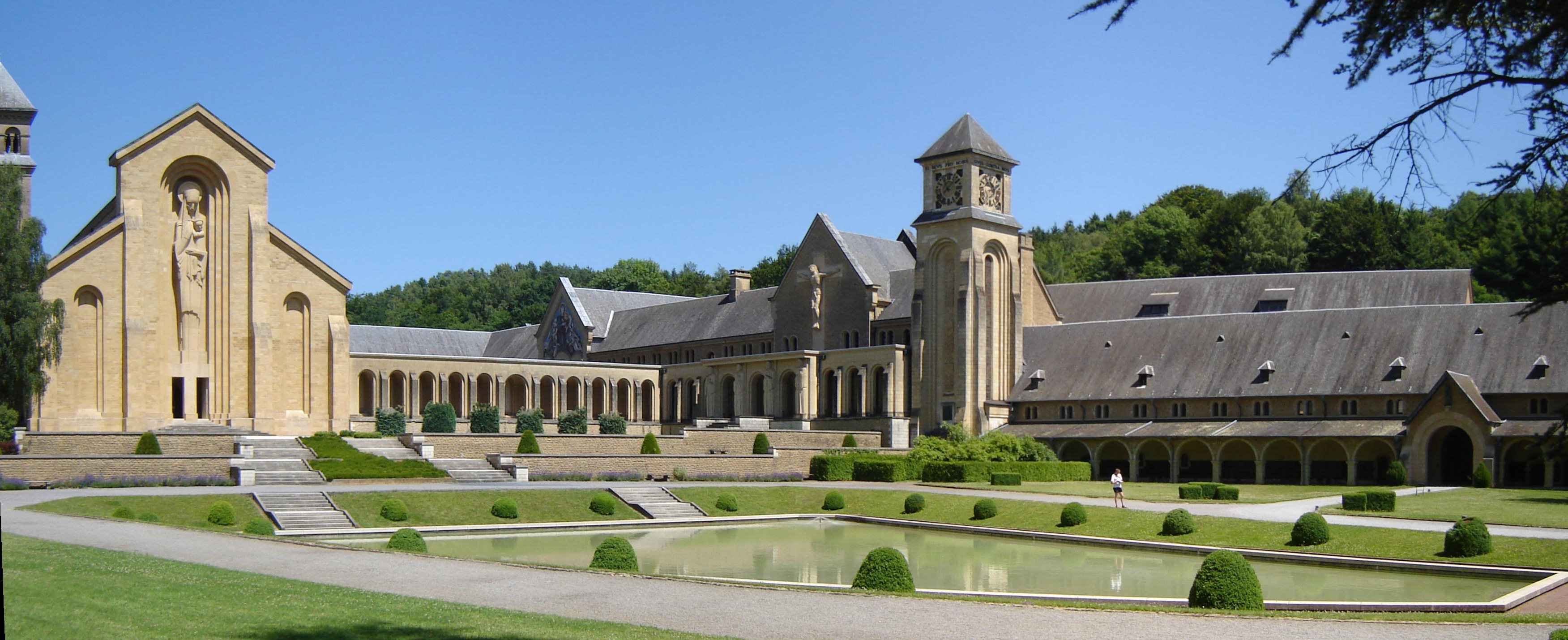
Binnenplaats en nieuwe abdij

De meeste trappistenabdijen beschikken over afzonderlijke verblijven voor gasten die voor gebed, meditatie, studie of rust zich een tijdje willen terugtrekken uit hun dagelijkse omgeving. Dat kan ook in Orval. Bezoekers zijn er welkom, mits ze zich aan enkele regels houden, zoals het gezamenlijk gebruiken van de maaltijden zonder daarbij te converseren. Het abdijbier dat men er net als de trappisten kan drinken, is overigens met een alcoholpercentage van 3,5 aanzienlijk lichter dan het commerciële Orval-bier (6,2 %). Er bestaat geen verplichting tot het bijwonen van de vaste gebedstijden, zoals de Metten, lauden enz. De kerk, die volgens de regel van Benedictus zeer sober ingericht is, staat altijd voor de gasten open. De gasten verblijven in het gedeelte van de abdij aan de binnenkoer, waar de dagtoeristen niet kunnen komen. De gasten kunnen gebruikmaken van een bibliotheek, van een refter en voor wandelingen van een deel van de bossen die tot het domein van de abdij behoren. Een gastenpater waakt over de gasten. Voor biecht, een gesprek of geestelijke bijstand is er altijd wel een monnik beschikbaar.